# エヴォラ人
エヴォラ人（英: Evora）はアメリカ合衆国のSFテレビドラマ『スタートレック』シリーズに登場する異星人。

## 身体
ヒューマノイドで、成人地球人の腰程度までの身長しかない小柄な種族。体毛は無く、両生類のような肌をしている。

## 文化
性格は温厚。草食であるが、ドミニオンとの戦争で少しでも勢力を強めようとした惑星連邦が加盟交渉を急いだため、加盟条約締結を担当したU.S.S.エンタープライズEにはこの情報が伝わっておらず、2375年に同艦を訪れたエヴォラ外交使節団のメンバーはテーブルに飾られた花を料理と勘違いして食べ始めてしまい、クルーを動揺させた。

## 歴史
- 2374年 ワープドライブの開発に成功
- 2375年 惑星連邦に加盟

## 代表的なエヴォラ人
- キュザール総督

エヴォラ人の女性指導者。2375年、U.S.S.エンタープライズEで行われたエヴォラの惑星連邦加盟記念式典に参加した。挨拶に現れたジャン＝リュック・ピカード艦長にエヴォラの伝統的な冠を贈り、返礼として彼からダンスに誘われた。日本語版では「キューザー市長」と訳されている。